# La vida amarga
La vida amarga (en turco: Acı Hayat) es una serie de televisión turca de 2005, producida por Sinegraf y emitida por Show TV.

## Trama
Mehmet Kosovalı (Kenan İmirzalıoğlu) y Nermin Yıldız (Selin Demiratar) son dos muchachos que viven en un barrio de Estambul. Ambos están perdidamente enamorados y cuentan con la plena intención de casarse, pero su condición paupérrima se los impide. Pese a su situación, ellos trabajan para que el sueño de ambos sea cumplido; Mehmet trabaja de soldador en un astillero, mientras que Nermin trabaja en una estética. En su trabajo, Nermin conoce a Ender Kervancıoğlu (Oğuz Galeli). Ender es un hombre rico que se enamora de Nermin, pero ella lo rechaza.
Un día Nermin al ver lejanas las oportunidades de sacar adelante a su relación, decide casarse con Ender para acceder a una vida de lujos, dejando a Mehmet en el pasado. Por su lado, la vida de Mehmet se vuelve amarga, pero él decide esforzarse más y cobrar venganza por el amor de Nermin.

## Reparto
- Kenan İmirzalıoğlu como Mehmet Kosovalı.
- Selin Demiratar como Nermin Yıldız.
- Oğuz Galeli como Ender Kervancıoğlu.
- Ebru Kocaağa como Filiz Kervancıoğlu.
- Ahmet Yenilmez como Hasan Cin.
- Ekin Türkmen como Özlem Kosovalı.
- Mehmet Polat como Bekir Karadağ.
- Murat Soydan como Celal Kosovalı.
- Meral Orhonsay como Sultan Kosovalı.
- Ferdi Merter como Sefa Kervancıoğlu.
- Anta Toros como Belkıs Kervancıoğlu.
- Turgay Tanülkü como Sabri Yıldız.
- Nalan Başaran como Asiye Yıldız.
- Leyla Başak como Eda.
- Özlem Turhal como Müge.
- Tekin Temel como Şükrü.
- Gülseven Yılmaz como Melek.
- Burak Çevik como Mehmet.
- Kuzeykan/Batıkan Çoban como Mesut.
- Uğur Taşdemir como Çağdaş.
- Ercan Demirel como Rahman Maraş.
- Murat Yatman como Beton.
- Süleyman Arslan como Sülo.
- Enis Aybar como Uzun.
- Şahin Çelik como Terzi.
- Hüseyin Elmalıpınar como Numan.
- Halil İbrahim Kalaycıoğlu como Topal İzzet.

## Temporadas
| Temporada | Temporada | Episodios | Rango de episodios | Emisión original        | Emisión original    |
| Temporada | Temporada | Episodios | Rango de episodios | Inicio                  | Final               |
| --------- | --------- | --------- | ------------------ | ----------------------- | ------------------- |
|           | 1         | 23        | 1 - 23             | 14 de diciembre de 2005 | 12 de junio de 2006 |
|           | 2         | 36        | 24 - 59            | 9 de octubre de 2006    | 25 de junio de 2007 |